# Villiers-en-Lieu
Villiers-en-Lieu är en kommun i departementet Haute-Marne i regionen Grand Est (tidigare regionen Champagne-Ardenne) i nordöstra Frankrike. Kommunen ligger i kantonen Saint-Dizier-Ouest som tillhör arrondissementet Saint-Dizier. År 2022 hade Villiers-en-Lieu 1 477 invånare.

## Befolkningsutveckling
Antalet invånare i kommunen Villiers-en-Lieu
| Referens: INSEE |